# Битва при Суассоні (486)
Битва при Суассоні — вирішальна битва між військами Хлодвіга І та Сіагрія, що сталась 486 року поруч з містом Суассон (теперішня Франція), під час якої армія франків розбила дружину намісника галло-римської провінції. Це був перший військовий похід Хлодвіга І.

## Передумови
Після повалення у 476 році Західної Римської імперії територія Римської Галлії була розділена між декількома державними утвореннями. Найбільшими частинами з них були: варварські королівства — франків, вестготів і бургундів, та територія, яка знаходилась під владою колишнього римського намісника Сіагрія — Суассонська область.
Володіння франків, які, ймовірно, були в положенні римських федератів, обмежувались територією колишньої римської провінції Белгіка з містами Камбре і Турне. На початку в часи правління короля Хільдеріка I франки та галло-римляни спільно діяли на противагу спробам вестготів розширити своє королівство на північ до річки Луари. Однак незадовго до своєї смерті у 481 році правитель франків Хільдерік І зробив декілька спроб до встановлення власного контролю над Суассонською областю. Також він безуспішно намагався заволодіти і Парижем. Остаточне припинення союзницьких відносин між франками та римлянами сталось після смерті 484 року їх спільного ворога, короля вестготів Ейріха, та сходженням на престол його малолітнього сина Аларіха II.

## Хід битви

Франкське королівство та Суассонська область на мапі 481 року

Протистояння між королем франків Хлодвігом І, що бажав приєднати до своїх володінь багаті землі Суассонської області, та Сіагрієм призвело до початку війни весною 486 року. Франкське військо під командуванням Хлодвіга та його родича Рагнахара ступило на землі галло-римлян та без перешкод дійшло до столиці противника в місті Суассон. На тому місці й відбулась вирішальна битва. Тогочасний історик Григорій Турський досить мізерно описує обставини боїв, повідомивши лише, що згідно з пропозиції Хлодвіга Сіагрій сам обирав поле битви та те, що після поразки правитель Суассонської області втік до Тулузи, де шукав прихисток у короля вестготів Аларіха II. Погрожуючи війною, розлючений Хлодвіг змусив вестготського правителя видати йому Сіагрія, якого після цього стратили франки.
При захопленні Суассона франкам дісталась велика здобич, що за звичаями мала бути розділена між усіма воїнами, які брали участь у поході. З одним із трофеїв, так званою Суассонською чашею, був пов'язаний інцидент, що став свідченням збережених звичаїв військової демократії у франків, а також передував зближенню Хлодвіга І з християнським духовенством.

## Результат
Попри поразку галло-римської армії у битві при Суассоні, деякі великі міста продовжували й надалі чинити опір окупації франками. Історичні джерела повідомляють про завзяту боротьбу, яку вели завойовники для отримання контролю над Верденом та Нантом. Згідно з даними, мешканці Парижа не визнавали свого підпорядкування владі Хлодвіга І перші 5, або навіть 10 років. Остаточно населення Північної Галлії змирилось з владою франків лише після хрещення Хлодвіга І у 496-ому році.
Результатом битви при Суассоні було знищення останнього римського державного утворення в Галлії — Суассонської області. Її землі були приєднані до Франкської держави, що збільшило її територію майже у двічі. Південний кордон королівства став проходити по річці Луара. Таким чином землі Хлодвіга І отримали пряме сусідство з Вестготським королівством, що стало причиною деяких вестготсько-франкських військових конфліктів у майбутньому.

## Історичні джерела
Найбільш раннім з середньовічних історичних джерел, в яких згадувалась Битва при Суассоні, був твір «Історія франків» Григорія Турського. Більш пізні історики, такі як Фредегар та анонімний автор «Книги історії франків», у власних працях майже дослівно повторювали свідчення тих подій свого попередника. Деякі факти, що відсутні в творах франкських істориків, міститься в агіографічних творах.